# Cratere Masrur
Masrur è un cratere sulla superficie di Encelado.